# Нежелательная реакция
Нежелательная реакция — это неблагоприятная реакция организма, возникшая в результате медицинского вмешательства, например фармакотерапии или операции . Нежелательную реакцию можно назвать побочным эффектом, если она является второстепенной по отношению к основному терапевтическому эффекту. Термин «осложнение» аналогичен нежелательной реакции, но он обычно не используется, когда неблагоприятный эффект достаточно распространен. Если неблагоприятный эффект возник в результате неправильной дозировки, это считается нарушением условий применения лекарственного препарата (например, врачебной ошибкой), а не нежелательной реакцией. Нежелательные реакции иногда называют ятрогенными, если они являются результатом ошибки медицинского работника. Некоторые нежелательные реакции возникают только в начале лечения, некоторые — только в середине или только в конце. Использование лекарственного препарата вопреки противопоказаниям может увеличить риск возникновения нежелательных реакций. Нежелательные реакции могут вызвать осложнения при лечении, негативно повлиять на его прогноз или привести к несоблюдению схемы лечения. Нежелательные реакции, возникшие при лечении, привели к 142 000 смертей в 2013 году по сравнению с 94 000 смертей в 1990 году во всем мире .
Нежелательной реакцией может быть усугубление течения заболевания, смерть, изменение веса тела, изменение активности ферментов, потеря функций организма или патологическое изменение, обнаруженное на микроскопическом, макроскопическом или физиологическом уровне. Пациент может сообщить и о других симптомах. Нежелательные реакции могут вызывать как обратимые, так и необратимые изменения, включая увеличение или уменьшение восприимчивости человека к другим химическим веществам, межлекарственному взаимодействию, даже продуктам или медицинским процедурам.

## Классификация
В контексте фармакотерапии нежелательные реакции можно определить как «любое неблагоприятное медицинское явление у пациента или субъекта клинического исследования, возникшее при использовании лекарственного препарата, которое не обязательно должно иметь причинно-следственную связь с назначенным лечением» .
При проведении клинических исследований различают нежелательную реакцию и серьезную нежелательную реакцию. Как правило, любое событие, которое приводит к смерти, необратимому ущербу, появлению врожденных дефектов или госпитализации, считается серьезной нежелательной реакцией . Под состоянием, представляющим угрозу для жизни, в этом контексте понимается реакция, при которой жизнь пациента находилась под угрозой на момент развития реакции. Данное состояние не относится к реакции, которая гипотетически могла бы привести к смерти в случае более тяжелого течения заболевания .

## Отчетность по возникновению нежелательных реакций
Во многих странах по закону требуется сообщать о нежелательных реакциях, возникших в ходе проведения клинических испытаний. Такие реакции включаются в инструкцию по применению препаратов, выпускающихся на рынок. Исследователи, ответственные за проведение клинических испытаний, обязаны сообщать об этих событиях в отчетах о клинических исследованиях . При этом часто в общедоступных отчетах о возникновении нежелательных реакций сообщается недостаточно подробно . Из-за отсутствия этих данных и неопределенности в методах их прогнозирования в систематических обзорах и метаанализах терапевтический эффект препарата иногда неосознанно преувеличивается . Чтобы минимизировать такие явления, ученые призывают к предоставлению более полной отчетности о проведенных клинических испытаниях .

### Россия
Фармаконадзор в России осуществляется Федеральной службой по надзору в сфере здравоохранения (Росздравнадзор) — федеральным органом исполнительной власти и подведомственной экспертной организации, осуществляющими сбор и анализ данных в России в рамках фармаконадзора зарегистрированных лекарственных средств для медицинского применения и мониторинга безопасности медицинских изделий. Россия является участником Программы ВОЗ по международному мониторингу лекарственных средств с 1998 года. Отчетность о нежелательных реакциях ведется через подсистему «Фармаконадзор» автоматизированной информационной системы Росздравнадзора (АИС Росздравнадзора), которая с 2019 года использует международный стандарт данных ICH E2B. Данные о нежелательных реакциях, возникающих при проведении фармакотерапии, в Росздравнадзор направляют держатели регистрационного удостоверения, медицинские организации, специалисты здравоохранения, пациенты или их представители. Российский фармаконадзор является частью системы фармаконадзора Евразийского экономического союза (ЕАЭС). 

### Великобритания
В Великобритании существует «Схема желтой карты». Под руководством Агентства по регулированию лекарственных средств и товаров медицинского назначения (Medicines and Healthcare products Regulatory Agency, MHRA) и Комиссии по лекарственным средствам для человека (Commission on Human Medicines, CHM) собирается информация о неблагоприятных реакциях, имеющихся у препарата. Учет ведется для всех лицензированных рецептурных и безрецептурных лекарственных средств. В схему также включены все пищевые добавки на основе растительного сырья и нелицензированные лекарства, используемые в косметических процедурах. О нежелательных лекарственных реакциях могут сообщать также специалисты здравоохранения, в том числе врачи, фармацевты и медсестры, а также сами пациенты.

### Соединенные Штаты Америки
В Соединенных Штатах было создано несколько систем отчетности, таких как «Система отчетности о побочных эффектах вакцин» (Vaccine Adverse Event Reporting System, VAERS), «База данных опыта производства и эксплуатации устройств» (Manufacturer and User Facility Device Experience, MAUDE) и «Система мониторинга побочных эффектов специальных пищевых продуктов». Основным центром отчетности является MedWatch, администрируемый Управлением по контролю за продуктами и лекарствами.

### Австралия
В Австралии отчетность о нежелательных реакциях собирается Консультативным комитетом по нежелательным лекарственным реакциям (Adverse Drug Reactions Advisory Committee, ADRAC), подкомитетом Австралийского комитета по оценке лекарств (Australian Drug Evaluation Committee, ADEC). Отчетность является добровольной, и ADRAC рекомендует медицинским работникам сообщать обо всех побочных реакциях на назначаемые препараты. ADRAC публикует Австралийский бюллетень о нежелательных лекарственных реакциях каждые два месяца. Существует также государственная программа «Качественное использование лекарств», которая основывается на данной отчетности и ежегодно предпринимает действия по минимизации предотвратимых побочных эффектов.

### Новая Зеландия
Для системы фармаконадзора Новой Зеландии важным компонентом являются сообщения о нежелательных реакциях. Национальный центр мониторинга нежелательных реакций (Centre for Adverse Reactions Monitoring, CARM) в Данидине собирает и оценивает полученные от медицинских работников Новой Зеландии сообщения о нежелательных реакциях на лекарства, вакцины, растительные продукты и пищевые добавки. В настоящее время база данных CARM содержит более 80 000 отчетов и используется для назначения терапии в случае редких нежелательных реакций.

### Канада
Отделение товаров для здоровья и пищевых продуктов (Health Products and Food Branch, HPFB) Министерства здравоохранения Канады собирает отчетность о нежелательных реакциях. Это является важным компонентом надзора за продаваемыми товарами медицинского назначения. В HPFB существует Директорат по рыночным медицинским продуктам (Marketed Health Products Directorate, MHPD), который обеспечивает координацию и внедрение последовательных методов мониторинга в отношении оценки получаемых сообщений и появляющихся тенденций, касающихся безопасности. Также он контролирует информирование о рисках, касающихся реализуемых товаров медицинского назначения. MHPD тесно сотрудничает с международными организациями для облегчения обмена информацией. Сообщение о нежелательных реакциях является обязательным для разработчиков препаратов и добровольным для потребителей и медицинских работников.

### Ограничения
Во многих странах медицинские работники обязаны сообщать обо всех нежелательных реакциях, связанных с конкретной формой терапии. Но на практике решение о том, связана ли какая-либо нежелательная реакция с терапией, остается на усмотрение специалиста. В результате сообщения о нежелательных реакциях часто могут не включать долгосрочные и малозаметные эффекты, которые связаны с назначенной терапией .
Часть трудностей заключается в определении источника жалобы, например головная боль у пациента, принимающего лекарства от гриппа, может оказаться нежелательной реакцией на препарат или может быть вызвана основным заболеванием. У пациентов с терминальной стадией рака смерть является весьма вероятным исходом, и зачастую трудно определить, был ли используемый в терапии препарат ее непосредственной причиной.

## Области возникновения и конкретные примеры
Медицинские процедуры
Хирургическое вмешательство может иметь ряд нежелательных или вредных последствий, таких как развитие инфекции, кровотечение, воспаление, рубцевание, потеря функции или изменение местного кровотока. Все эти последствия могут быть обратимыми или необратимыми. Врач и пациент должны найти компромисс между пользой от процедуры и возможными негативными последствиями от нее. Например, при не поддающейся лечению гангрене конечность может быть потеряна в результате ампутации, но жизнь пациента будет спасена. В настоящее время одним из самых больших преимуществ минимально инвазивной хирургии, например лапароскопической, является уменьшение неблагоприятных последствий после вмешательства.
Нехирургические вмешательства, например физиопроцедуры, такие как высокоинтенсивная лучевая терапия, могут вызывать ожоги и изменения в структуре кожи. В целом при использовании таких методов лечения стараются избегать повреждения здоровых тканей, при этом достигая максимального терапевтического эффекта.
Вакцинация может вызывать нежелательные реакции из-за биологической природы препарата, иногда включающего ослабленные патогены и токсины. Обычными побочными эффектами могут быть лихорадка, недомогание и местные реакции в месте введения. Очень редко проявляются серьезные нежелательные реакции, такие как вакцинальная экзема — тяжелое, иногда смертельное осложнение, которое может возникнуть у людей, страдающих экземой или атопическим дерматитом.
Диагностические процедуры также могут повлиять на возникновение нежелательных реакций, в зависимости от того, являются ли они инвазивными, минимально инвазивными или неинвазивными. Например, часто возникают аллергические реакции на рентгеноконтрастные вещества, а колоноскопия может привести к перфорации кишечной стенки.
Лекарства
Неблагоприятные реакции могут возникнуть как побочный или сопутствующий эффект при многих процедурах, но особенно важны они в фармакологии в связи с ее широким и часто неконтролируемым использованием при самолечении, поэтому важным вопросом становится ответственный подход к использованию лекарств. Нежелательные реакции, как и их терапевтические эффекты, зависят от дозы или концентрации препарата в органах-мишенях, поэтому их можно избежать или уменьшить с помощью точного изучения их фармакокинетики — изменения концентрации препарата в организме в зависимости от времени после приема.
Нежелательные реакции также могут быть вызваны лекарственным взаимодействием. Это часто происходит, когда пациенты не информируют своего врача обо всех принимаемых ими лекарствах, включая препараты растительного происхождения и различные пищевые добавки. Новое лекарство может вступить в агонистическое или антагонистическое взаимодействие, то есть усилить или ослабить предполагаемый терапевтический эффект, вызывая значительную заболеваемость и смертность. Возможно взаимодействие между лекарствами и продуктами питания, а так называемые натуральные препараты, используемые в альтернативной медицине, могут иметь опасные побочные эффекты. Например, известно, что экстракт зверобоя —  фитопрепарат, используемый для лечения легкой депрессии, вызывает повышение концентрации ферментов цитохрома P450, отвечающих за метаболизм и выведение многих лекарств, поэтому у пациентов, принимающих его, может наблюдаться снижение концентрации лекарств в крови, которые они принимают, например, химиотерапевтические препараты для лечения рака, ингибиторы протеазы для лечения ВИЧ и гормональные контрацептивы.
Научная сфера деятельности, связанная с безопасностью лекарств, все больше регулируется на государственном уровне и вызывает серьезную обеспокоенность как у общества, так и у производителей лекарств. Разграничение нежелательных и неблагоприятных реакций — одна из основных задач при разработке и тестировании нового лекарственного препарата перед его выводом на рынок. Это делается в ходе исследований токсичности для определения концентрации, не вызывающей видимых отрицательных эффектов (No-observed-adverse-effect level, NOAEL). Результаты, полученные в этих исследованиях, используются для определения дозировки в испытаниях на людях (I фаза клинических исследований), а также для расчета максимально допустимой суточной дозы. Недостатки при проведении клинических испытаний, такие как недостаточное количество пациентов или их недолгое участие в исследованиях, иногда приводят к катастрофам в области здравоохранения. В качестве примера можно привести случаи с фенфлурамином (так называемый эпизод с фен-феном, комбинация фенфлюрамина с фентермином), талидомидом и — из недавних — церивастатином (Baycol, Lipobay) и рофекоксибом (Vioxx), когда наблюдались такие серьезные побочные эффекты, как тератогенность, легочная гипертензия, инсульт, сердечные заболевания, невропатия и значительное число смертей, что привело к принудительному или добровольному изъятию препарата с рынка.
Большинство препаратов имеют большой список несерьезных нежелательных реакций, которые не исключают их дальнейшего применения. К таким эффектам, частота которых варьируется в зависимости от индивидуальной чувствительности, относятся тошнота, головокружение, диарея, недомогание, рвота, головная боль, дерматит, сухость во рту и т. д. Их можно рассматривать как форму псевдоаллергической реакции, поскольку не у всех пациентов они встречаются, а многие пациенты не испытывают их вообще.
«Инструмент соответствия лекарственных средств коморбидным состояниям здоровья при деменции» (Medication Appropriateness Tool for Comorbid Health conditions during Dementia, MATCH-D)  предупреждает, что люди с деменцией чаще сталкиваются с побочными эффектами и что они менее способны к достоверному сообщению о нежелательных симптомах .
Примеры с конкретными лекарственными препаратами
- Аборт, выкидыш или маточное кровотечение, связанные с мизопростолом (Сайтотек), препаратом, стимулирующим роды (случаи, когда неблагоприятный эффект был использован для легального и нелегального проведения абортов) [13].
- Зависимость от многих седативных средств и анальгетиков, таких как диазепам, морфин и т. д. [14]
- Врожденные дефекты, связанные с талидомидом.
- Кровотечения в кишечнике, связанные с терапией аспирином [15].
- Сердечно-сосудистые заболевания, связанные с ингибиторами ЦОГ-2 (например, рофекоксибом) [16].
- Глухота и почечная недостаточность, связанные с гентамицином (антибиотик) [17].
- Смерть после седации с использованием пропофола (диприван) у детей [18].
- Депрессия или повреждение печени, вызванные интерфероном [19].
- Диабет, вызванный атипичными антипсихотическими препаратами (нейролептическими психиатрическими препаратами) [20].
- Диарея, вызванная приемом орлистата (Ксеникал) [21].
- Эректильная дисфункция, связанная со многими лекарствами, например антидепрессантами [22].
- Лихорадка, связанная с вакцинацией [23][24].
- Глаукома, связанная с применением глазных капель на основе кортикостероидов [25].
- Выпадение волос и анемия могут быть вызваны химиотерапией при лечении раковых заболеваний [26].
- Головная боль после спинальной анестезии [27].
- Гипертония у принимающих эфидрин (по этой причине FDA сняло статус пищевой добавки для снижения веса с экстракта эфедры) [28].
- Бессонница, вызванная стимуляторами, такими как метилфенидатом (Риталин), аддерол и т. д. [29]
- Молочнокислый ацидоз, связанный с применением ставудина (Зерит, для лечения ВИЧ) [30] или метформина (для лечения диабета) [31].
- Маниакальный синдром, вызванный кортикостероидами [32].
- Поражение печени, вызванное парацетамолом [33].
- Мелазма и тромбоз, связанные с приемом эстрогенсодержащих гормональных контрацептивов, таких как комбинированные оральные контрацептивы [34][35].
- Приапизм, связанный с применением силденафила [36].
- Рабдомиолиз, связанный со статинами (гиполипидемическими препаратами) [37].
- Судороги, вызванные отменой бензодиазепинов [38].
- Сонливость или повышение аппетита, вызванные приемом антигистаминных препаратов (некоторые антигистаминные препараты используются в качестве снотворных именно потому, что они вызывают сонливость) [39].
- Инсульт или сердечный приступ, связанные с приемом силденафила (Виагры), при использовании с нитроглицерином.
- Суицид, повышенная склонность к которому связана с применением флуоксетина и других селективных ингибиторов обратного захвата серотонина (SSRI).
- Поздняя дискинезия, связанная с применением метоклопрамида и многих антипсихотических препаратов [40].

## Противоречия
Иногда предполагаемые нежелательные реакции считаются спорными и вызывают бурные дискуссии в обществе и судебные иски против производителей лекарств. Один из примеров — недавние споры о том, связан ли аутизм с вакциной MMR (или с тиомерсалом, консервантом на основе ртути, который используется в некоторых вакцинах). В нескольких крупных исследованиях связи обнаружено не было, однако, несмотря на исключение тимеросала из большинства вакцин для детей младшего возраста начиная 2003 года, уровень заболеваемости аутизмом не снизился, как можно было бы ожидать, если бы он был причиной болезни .
Другой пример — потенциальное негативное воздействие силиконовых грудных имплантатов, которое привело к коллективным искам десятков тысяч человек против производителей гелевых имплантатов из-за утверждений о вреде для иммунной системы, который пока не был окончательно доказан . В 1998 году компания Dow Corning, один из крупнейших производителей силиконовой продукции, урегулировала споры по оставшимся искам на сумму 3,2 миллиарда долларов и обанкротилась .
Из-за чрезвычайно высокого влияния на здоровье населения широко используемых лекарств, таких как гормональные контрацептивы и заместительная гормональная терапия, которые могут воздействовать на миллионы пациентов, даже незначительная вероятность неблагоприятных реакций тяжелого характера, таких как рак молочной железы, привела к общественному возмущению и изменениям в медицинской терапии, хотя ее преимущества в значительной степени превосходили статистические риски.

## Список использованных источников
1. ↑  Edwards, I. Ralph; Aronson, Jeffrey K. (2000-10-07). "Adverse drug reactions: definitions, diagnosis, and management Архивная копия от 7 марта 2012 на Wayback Machine". The Lancet. 356 (9237): 1255–1259. doi:10.1016/S0140-6736(00)02799-9. ISSN 0140-6736. PMID 11072960 Архивная копия от 6 мая 2024 на Wayback Machine. S2CID 17662080. Archived from the original on 2012-03-07. Retrieved 2021-06-01.
2. ↑  GBD 2013 Mortality Causes of Death Collaborators (January 2015). "Global, regional, and national age-sex specific all-cause and cause-specific mortality for 240 causes of death, 1990-2013: a systematic analysis for the Global Burden of Disease Study 2013 Архивная копия от 30 августа 2019 на Wayback Machine". Lancet. 385 (9963): 117–71. doi:10.1016/S0140-6736(14)61682-2. PMC 4340604 Архивная копия от 30 августа 2019 на Wayback Machine. PMID 25530442 Архивная копия от 8 марта 2021 на Wayback Machine.
3. 1 2  Expert Working Group (Efficacy) of the International Conference on Harmonisation of Technical Requirements for Registration of Pharmaceuticals for Human Use (March 1995). "Guideline for Industry – Clinical safety data management: definitions and standards for expedited reporting Архивная копия от 11 мая 2009 на Wayback Machine". FDA Center for Drug Evaluation and Research. Archived (PDF) from the original on May 11, 2009.
4. ↑  Office of the Commissioner. "Reporting Serious Problems to FDA - What is a Serious Adverse Event? Архивная копия от 25 января 2018 на Wayback Machine". www.fda.gov. Archived from the original on 25 January 2018. Retrieved 15 March 2018.
5. ↑  Expert working group (efficacy) of the international conference on harmonization of technical requirements for registration of pharmaceuticals for human use (August 25, 2007). "Guideline for Industry Structure and Content of Clinical Study Reports" (PDF). FDA Center for Drug Evaluation and Research. Archived (PDF) from the original on May 25, 2009.
6. ↑  Ioannidis JP, Lau J (2001). "Completeness of safety reporting in randomized trials: an evaluation of 7 medical areas". JAMA. 285 (4): 437–43. doi:10.1001/jama.285.4.437. PMID 11242428 Архивная копия от 4 декабря 2023 на Wayback Machine. S2CID 14529735.
7. ↑  Chou R, Helfand M (June 2005). "Challenges in systematic reviews that assess treatment harms". Annals of Internal Medicine. 142 (12 Pt 2): 1090–9. doi:10.7326/0003-4819-142-12_part_2-200506211-00009. PMID 15968034 Архивная копия от 26 апреля 2023 на Wayback Machine. S2CID 22188119.
8. ↑  Ioannidis JP, Evans SJ, Gøtzsche PC, O'Neill RT, Altman DG, Schulz K, Moher D (November 2004). "Better reporting of harms in randomized trials: an extension of the CONSORT statement". Annals of Internal Medicine. 141 (10): 781–8. doi:10.7326/0003-4819-141-10-200411160-00009. PMID 15545678 Архивная копия от 21 марта 2024 на Wayback Machine. S2CID 17032571.
9. ↑  Фармаконадзор в России // Википедия. — 2025-07-23.
10. ↑  Bailey, C; Peddie, D; Wickham, ME; Badke, K; Small, SS; Doyle-Waters, MM; Balka, E; Hohl, CM (July 2016). "Adverse drug event reporting systems: a systematic review Архивная копия от 25 мая 2024 на Wayback Machine". British Journal of Clinical Pharmacology. 82 (1): 17–29. doi:10.1111/bcp.12944. PMC 4917803 Архивная копия от 25 мая 2024 на Wayback Machine. PMID 27016266 Архивная копия от 20 февраля 2024 на Wayback Machine.
11. ↑  MATCH-D Medication Appropriateness Tool for Comorbid Health conditions during Dementia. www.match-d.com.au. Дата обращения: 20 мая 2024. Архивировано 20 мая 2024 года.
12. ↑  A. T. Page, K. Potter, R. Clifford, A. J. McLachlan, C. Etherton‐Beer. Medication appropriateness tool for co‐morbid health conditions in dementia: consensus recommendations from a multidisciplinary expert panel (англ.) // Internal Medicine Journal. — 2016-10. — Vol. 46, iss. 10. — P. 1189–1197. — ISSN 1444-0903. — doi:10.1111/imj.13215. Архивировано 20 мая 2024 года.
13. ↑  Mifepristone and misoprostol for abortion. Дата обращения: 20 мая 2024. Архивировано из оригинала 30 марта 2013 года.
14. ↑  Morphine Addiction Withdrawal Symptoms and Treatment - Rehab Info. web.archive.org (18 марта 2013). Дата обращения: 20 мая 2024. Архивировано из оригинала 18 марта 2013 года.
15. ↑  Even Low Dose of Aspirin Can Cause Intestinal Bleeding. web.archive.org (20 апреля 2013). Дата обращения: 20 мая 2024. Архивировано 20 апреля 2013 года.
16. ↑  What to know about the Vioxx Side Effect Coronary Heart Disease. web.archive.org (30 мая 2013). Дата обращения: 20 мая 2024. Архивировано 30 мая 2013 года.
17. ↑  Kidney Damage | Symptoms. Дата обращения: 20 мая 2024. Архивировано из оригинала 4 мая 2013 года.
18. ↑  Bray. Propofol infusion syndrome in children (англ.) // Pediatric Anesthesia. — 1998-11. — Vol. 8, iss. 6. — P. 491–499. — ISSN 1155-5645. — doi:10.1046/j.1460-9592.1998.00282.x. Архивировано 20 мая 2024 года.
19. ↑  M R Kraus, A Schafer, K Schottker, C Keicher, B Weissbrich, I Hofbauer, M Scheurlen. Therapy of interferon-induced depression in chronic hepatitis C with citalopram: a randomised, double-blind, placebo-controlled study (англ.) // Gut. — 2007-12-13. — Vol. 57, iss. 4. — P. 531–536. — ISSN 0017-5749. — doi:10.1136/gut.2007.131607.
20. ↑  Diabetes and Antipsychotic Drugs. Дата обращения: 20 мая 2024. Архивировано 11 апреля 2013 года.
21. ↑  Xenical side effects: Diarrhea, a study from 577 people by eHealthMe.com. Дата обращения: 20 мая 2024. Архивировано 20 сентября 2011 года.
22. ↑  All Health Topics (англ.). WebMD. Дата обращения: 20 мая 2024. Архивировано 20 мая 2024 года.
23. ↑  Terhi Tapiainen, Ulrich Heininger. Fever following immunization (англ.) // Expert Review of Vaccines. — 2005-06. — Vol. 4, iss. 3. — P. 419–427. — ISSN 1476-0584. — doi:10.1586/14760584.4.3.419. Архивировано 21 июня 2022 года.
24. ↑  Possible Side effects from Vaccines | CDC (амер. англ.). www.cdc.gov (2 ноября 2023). Дата обращения: 20 мая 2024. Архивировано 17 марта 2017 года.
25. ↑  Ramesh C. Tripathi, Sunil K. Parapuram, Brenda J. Tripathi, Yong Zhong, Kv Chalam. Corticosteroids and Glaucoma Risk: (англ.) // Drugs & Aging. — 1999. — Vol. 15, iss. 6. — P. 439–450. — ISSN 1170-229X. — doi:10.2165/00002512-199915060-00004.
26. ↑  What to expect about hair loss during chemo (англ.). Mayo Clinic. Дата обращения: 20 мая 2024. Архивировано 5 февраля 2013 года.
27. ↑  Post-dural puncture headache (англ.). patient.info. Дата обращения: 20 мая 2024. Архивировано 8 июня 2015 года.
28. ↑  Ephedra (Ephedra sinica) / ma huang - MayoClinic.com. web.archive.org (12 мая 2013). Дата обращения: 20 мая 2024. Архивировано 12 мая 2013 года.
29. ↑  Drugs and Medications (англ.). Livestrong.com. Дата обращения: 20 мая 2024. Архивировано 20 мая 2024 года.
30. ↑  M. H. Mokrzycki, C. Harris, H. May, J. Laut, J. Palmisano. Lactic Acidosis Associated with Stavudine Administration: A Report of Five Cases (англ.) // Clinical Infectious Diseases. — 2000-01-01. — Vol. 30, iss. 1. — P. 198–200. — ISSN 1058-4838. — doi:10.1086/313594. Архивировано 18 ноября 2023 года.
31. ↑  Metformin and Fatal Lactic Acidosis. Дата обращения: 20 мая 2024. Архивировано 5 апреля 2013 года.
32. ↑  S. B. Patten, C. I. Neutel. Corticosteroid-induced adverse psychiatric effects: incidence, diagnosis and management // Drug Safety. — 2000-02. — Т. 22, вып. 2. — С. 111–122. — ISSN 0114-5916. — doi:10.2165/00002018-200022020-00004. Архивировано 17 мая 2024 года.
33. ↑  Paracetamol poisoning (англ.). patient.info. Дата обращения: 20 мая 2024. Архивировано 16 мая 2024 года.
34. ↑  What is Melasma? (with pictures) (амер. англ.). The Health Board. Дата обращения: 20 мая 2024. Архивировано 20 мая 2024 года.
35. ↑  Robert Reid, Nicholas Leyland, Wendy Wolfman, Catherine Allaire, Alaa Awadalla, Carolyn Best, Sheila Dunn, Madeleine Lemyre, Violaine Marcoux, Chantal Menard, Frank Potestio, David Rittenberg, Sukhbir Singh, Vyta Senikas. RETIRED: Oral Contraceptives and the Risk of Venous Thromboembolism: An Update (англ.) // Journal of Obstetrics and Gynaecology Canada. — 2010-12. — Vol. 32, iss. 12. — P. 1192–1197. — doi:10.1016/S1701-2163(16)34746-6. Архивировано 10 июня 2024 года.
36. ↑  Brandon K. Wills, Charlotte Albinson, Michael Wahl, Jack Clifton. Sildenafil citrate ingestion and prolonged priapism and tachycardia in a pediatric patient // Clinical Toxicology (Philadelphia, Pa.). — 2007. — Т. 45, вып. 7. — С. 798–800. — ISSN 1556-3650. — doi:10.1080/15563650701664483. Архивировано 3 июня 2024 года.
37. ↑  Should you be worried about severe muscle pain from statins? (англ.). Mayo Clinic. Дата обращения: 20 мая 2024. Архивировано 15 мая 2024 года.
38. ↑  J. Fialip, O. Aumaitre, A. Eschalier, B. Maradeix, G. Dordain, J. Lavarenne. Benzodiazepine Withdrawal Seizures: Analysis of 48 Case Reports (англ.) // Clinical Neuropharmacology. — 1987-12. — Vol. 10, iss. 6. — P. 538–544. — ISSN 0362-5664. — doi:10.1097/00002826-198712000-00005.
39. ↑  Antihistamines (англ.). patient.info. Дата обращения: 20 мая 2024. Архивировано 20 мая 2024 года.
40. ↑  Metoclopramide & Tardive Dyskinesia. Дата обращения: 20 мая 2024. Архивировано 23 марта 2013 года.
41. ↑  Center for Biologics Evaluation and Research. Thimerosal and Vaccines (англ.) // FDA. — Mon, 08/21/2023 - 09:59. Архивировано 19 апреля 2019 года.
42. ↑  CDC sees autism rate rise 25% - CBS News. Дата обращения: 20 мая 2024. Архивировано 20 марта 2013 года.
43. ↑  Panel's Summary of Report. Дата обращения: 20 мая 2024. Архивировано из оригинала 28 марта 2013 года.
44. ↑  Breast Implant Chronology | Breast Implants On Trial | FRONTLINE | PBS. Дата обращения: 20 мая 2024. Архивировано 20 июня 2018 года.